# Campeonato Mundial Júnior de Natación Artística 2024
El Campeonato Mundial Júnior de Natación Artística 2024 es una competición de nado artístico que se realiza el 28 de agosto y 1 de septiembre de 2024 en el Centro Acuático de la Videna en Lima, Perú. Participaran más de 250 competidores de 30 países.

## Resultados

### Femenino
- Solo rutina técnica
- Solo prueba libre
- Dúo rutina técnica
- Dúo prueba libre
- Equipo rutina técnica
- Equipo prueba libre
- Equipo prueba acrobática

### Masculino
- Solo rutina técnica
- Solo prueba libre

### Mixto
- Dúo rutina técnica
- Dúo prueba libre

## Medallero
| Núm. | País           | Oro | Plata | Bronce | Total |
| ---- | -------------- | --- | ----- | ------ | ----- |
| 1    | China          | 4   | 3     | 3      | 10    |
| 2    | México         | 3   | 2     | 0      | 5     |
| 3    | Japón          | 1   | 2     | 1      | 4     |
| 4    | Ucrania        | 1   | 1     | 0      | 2     |
| 5    | Grecia         | 1   | 0     | 0      | 1     |
| 5    | Estados Unidos | 1   | 0     | 0      | 1     |
| 7    | Países Bajos   | 0   | 2     | 0      | 2     |
| 8    | Chile          | 0   | 1     | 1      | 2     |
| 9    | España         | 0   | 0     | 5      | 5     |
| 10   | Italia         | 0   | 0     | 1      | 1     |
|      | TOTAL          | 11  | 11    | 11     | 33    |